# Stefan Edberg
Jan Stefan Edberg (* 19. Januar 1966 in Västervik) ist ein ehemaliger schwedischer Tennisspieler. Er gewann insgesamt 41 Einzeltitel, darunter sechs bei Grand-Slam-Turnieren, und führte Anfang der 1990er Jahre für längere Zeit die ATP-Weltrangliste an. Von Januar 2014 bis Dezember 2015 war er neben Severin Lüthi Trainer des 20-fachen Grand-Slam-Siegers Roger Federer.

## Karriere

### Bis 1983: Große Erfolge als Nachwuchsspieler
Stefan Edberg begann im Alter von sieben Jahren mit dem Tennissport. Mit 14 Jahren wurde er Junioren-Europameister im Einzel und im Doppel. Mit 16 verließ er die Schule, um Tennisprofi zu werden. 1982 wurde Edberg erneut Europameister im Einzel, diesmal in der Kategorie U-16. Im selben Jahr gewann der Schwede mit der Orange Bowl das wichtigste Junioren-Turnier der Welt. 1983 schaffte Edberg als Junior den Grand Slam; bis heute ist er der einzige Tennisspieler, dem dies gelungen ist. Er gewann zunächst die French Open; danach siegte er in Wimbledon, wo er in der ersten Runde Boris Becker bezwang. Beim Juniorenturnier der US Open kam es dann zu einem tragischen Unfall; ein harter Aufschlag von Edberg traf einen Linienrichter unglücklich in den Unterleib. Der Mann stürzte vom Stuhl und zog sich auf dem Hartplatz einen Schädelbruch zu, an dessen Folgen er verstarb. Edberg verkraftete diesen Vorfall, gewann die US Open und anschließend auch die Australian Open, womit der Grand Slam perfekt war. 15 Monate später war er bereits bei den Profis in den Top Ten.

### Erste Profisaison 1984: Davis-Cup-Sieg und olympisches Gold
1984 gewann Edberg u. a. den Demonstrationswettbewerb bei den Olympischen Spielen in Los Angeles. Seine ersten ganz großen Profierfolge feierte er im Doppel an der Seite von Anders Järryd. Bei den US Open besiegten die beiden Schweden im Halbfinale John McEnroe und Peter Fleming, scheiterten anschließend jedoch im Finale. Im Davis-Cup-Finale 1984 gewannen Edberg und Järryd erneut gegen McEnroe/Fleming und sicherten damit Schweden den Davis Cup.

### 1985: Erster Grand Slam als Profi und erneuter Sieg im Davis Cup
1985 errang Edberg bei den Profis seinen ersten Grand-Slam-Turniersieg, als er die Australian Open gewann. Herausragend war dabei sein Sieg im Achtelfinale über Lokalmatador Wally Masur, der bereits 2:0 nach Sätzen führte und im dritten Satz zwei Matchbälle hatte. Im Halbfinale setzte sich der damals 19-jährige Edberg in fünf Sätzen gegen Ivan Lendl durch. Bis heute gilt das Spiel als eines der besten in der Tennisgeschichte. Edberg gewann den fünften Satz mit 9:7. Im Finale ließ er seinem Landsmann Mats Wilander keine Chance. Zwei Wochen später gewann Edberg mit dem schwedischen Team erneut den Davis Cup. Dieses Mal triumphierten die Nordländer im Finale über Deutschland. Edberg gewann das alles entscheidende fünfte Spiel gegen Michael Westphal in vier Sätzen. Damit wurde er zum jüngsten Spieler, der ein entscheidendes fünftes Spiel in einem Davis-Cup-Finale gewonnen hatte.

### 1986: Nummer 1 der Doppel-Weltrangliste
Drei Wochen später, im Januar 1986, gewann Edberg mit Anders Järryd das Masters im Doppel. 1986 erreichte Edberg in 15 von 20 Turnieren das Halbfinale. Er feierte drei Turniersiege im Einzel und vier im Doppel. Am 9. Juni 1986 wurde er erstmals die Nummer 1 der Doppel-Weltrangliste. Zuvor hatte er bei den French Open mit Järryd das Doppelfinale erreicht, das die beiden jedoch mit 12:14 im fünften Satz verloren. Am Ende des Jahres wiederholten Edberg und Järryd ihren Triumph beim Masters.

### 1987: Kampf um die Weltspitze gegen Ivan Lendl und Ende der Doppel-Ära mit Järryd
1987 begann mit dem Gewinn der Australian Open. Im Finale besiegte er den späteren Wimbledon-Sieger Pat Cash. Neben dem Einzeltitel gewann Edberg mit Järryd auch die Doppelkonkurrenz. Das Turnier wurde damals in Kooyong letztmals auf Rasen ausgetragen. Bis zum Beginn der Sandplatzsaison hatte Edberg eine Matchbilanz von 30:3, er gewann drei Titel und stand bei einem weiteren Turnier im Finale. Edberg gewann 1987 insgesamt sieben Turniere im Einzel und sechs im Doppel. Im Laufe des Jahres entwickelte sich ein spannendes Duell um die Weltranglistenspitze, das Ivan Lendl trotz Siege bei den French Open und den US Open sowie einer Finalteilnahme in Wimbledon nur knapp für sich entschied. Eine Verletzung während der Sandplatzsaison kostete Edberg Platz 1 der Weltrangliste. Er scheiterte in Wimbledon und bei den US Open jeweils nur knapp im Halbfinale. Im Doppel ließ er dagegen mit Järryd einen weiteren Grand-Slam-Titel folgen; sie gewannen die Konkurrenz der US Open. Edberg und Järryd wurden später zum Doppelteam des Jahres gekürt. Im Dezember 1987 beendete Edberg allerdings seine erfolgreiche Doppelpartnerschaft mit Järryd. Auslöser dafür war, dass die Veranstalter keine Rücksicht auf Edbergs Doppelbelastung nahmen. Bei den US Open wurde sein Einzel-Halbfinale gegen Mats Wilander auf 10:00 Uhr vorverlegt, obwohl Edberg tags zuvor im Doppelfinale über fünf Sätze hatte gehen müssen und das Spiel erst im Tie-Break des fünften Satzes entschieden wurde. Edberg verlor das Einzel-Halbfinale und musste sich mit dem Titel im Doppel begnügen. Da sich solche Ansetzungen häuften, wollte sich Edberg fortan aufs Einzel konzentrieren. Das Jahr endete mit dem neuerlichen Sieg im Davis Cup, Schweden besiegte im Finale Indien mit 5:0.

### 1988 bis 1990: Sprung an die Weltspitze und Höhepunkt der Rivalität mit Boris Becker

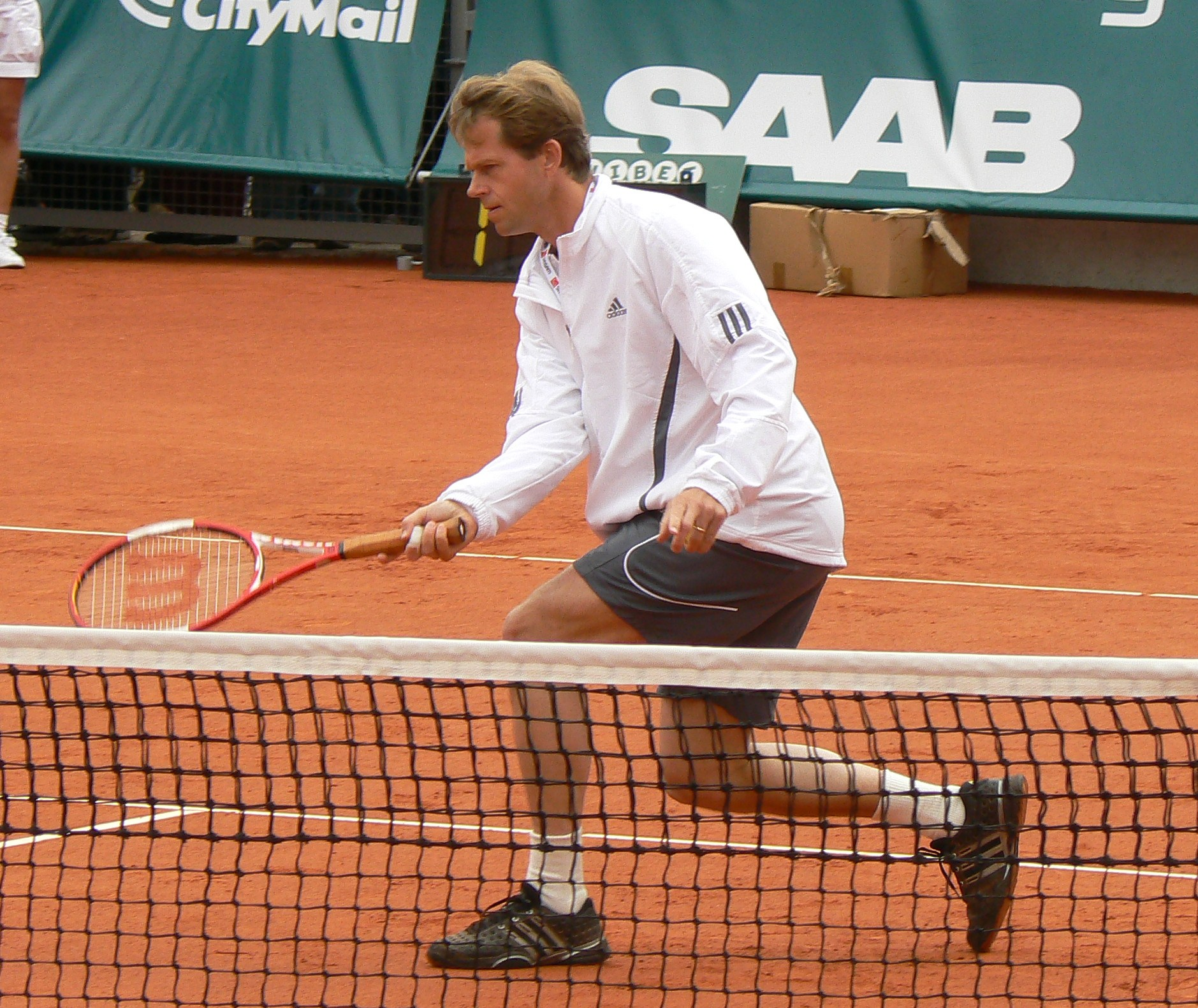
Stefan Edberg, 2007

Herausragend waren Edbergs Ergebnisse in Wimbledon, wo er zwischen 1988 und 1990 drei Mal in Folge das Finale erreichte, jeweils gegen Boris Becker. Die Duelle 1988 und 1990 konnte Edberg für sich entscheiden, 1989 unterlag er dem Deutschen. 1989 erreichte Edberg zum einzigen Mal das Finale der French Open, unterlag dort jedoch Michael Chang.
Am 13. August 1990, nach seinem Sieg beim Super-9-Turnier in Cincinnati entthronte Edberg Ivan Lendl und wurde erstmals die Nummer 1 der Tennisweltrangliste.

### 1991 bis 1996: Zwei Siege bei den US Open, Durststrecke und letzter großer Triumph
1991 unterlag Edberg im Halbfinale von Wimbledon dem späteren Turniersieger Michael Stich knapp mit 6:4, 6:7, 6:7, 6:7, wobei er kein einziges Mal seinen Aufschlag abgab. Im selben Jahr gewann Edberg die US Open, als er Jim Courier im Finale glatt in drei Sätzen besiegte. Bis heute wird dieser Triumph als einer der souveränsten Grand-Slam-Erfolge aller Zeiten bezeichnet. Beim 6:2-, 6:4-, 6:0-Erfolg konnte Courier nur sechs Spiele gewinnen. Bereits in den Ausscheidungsrunden hatte Edberg u. a. die Spitzenspieler Michael Chang, Javier Sánchez und Ivan Lendl glatt in drei Sätzen bezwungen. 1992 wiederholte Edberg seinen Erfolg in Flushing Meadows und bezwang den aufstrebenden Pete Sampras in vier Sätzen. Die beiden Titel auf dem Hartplatz von New York waren die einzigen Grand-Slam-Erfolge im Einzel für Edberg, die er nicht auf Rasen gewann (die Australian Open wurden bis 1988 auf Rasen ausgetragen).
1992 und 1993 erreichte Edberg jeweils das Finale der Australian Open, unterlag jedoch in beiden Spielen dem schlaggewaltigen Jim Courier. Seinen letzten bedeutenden Turniersieg im Einzel feierte Edberg 1992 am Hamburger Rothenbaum; er beendete das Jahr als Nummer 2 der Welt.
1993 und 1994 erreichte er jeweils das Finale von Cincinnati und hielt sich auch ohne bedeutende Turniersiege weiter in den Top Ten. Ende des Jahres 1994 gewann er mit Schweden zum vierten Mal den Davis Cup.
Nachdem er das Jahr 1995 nur als Nummer 24 der Weltrangliste beendet hatte, gab Edberg das Ende seiner aktiven Laufbahn nach der folgenden Saison bekannt. In seinem letzten Jahr auf der Tour fand er wieder Anschluss an die Weltspitze, beendete das Jahr auf Rang 14 und konnte gemeinsam mit dem Tschechen Petr Korda seinen letzten großen Triumph feiern, den Sieg im Doppelfinale der Australian Open.

### Karriereende 1996 und Heimkehr nach Schweden
Nach der Saison 1996 beendete Edberg seine Karriere. Seine Preisgeldeinnahmen beliefen sich auf über 20 Mio. US-Dollar. Aufgrund seiner Verdienste für den Sport wurde er 2004 in die International Tennis Hall of Fame aufgenommen. Für seine Leistungen wurde er 1990 mit der Svenska-Dagbladet-Goldmedaille und als Europas Sportler des Jahres geehrt.
Im Jahr 2000 zog Edberg von London zurück nach Växjö in Schweden. Dort betreibt er ein Forstwirtschafts- und Immobilienunternehmen. Außerdem führt er eine in Stockholm angesiedelte Kapitalanlagegesellschaft. Deren Angebote waren zunächst speziell auf Sportler ausgerichtet, die Geld für die Zeit nach ihrer Karriere anlegen wollten. Inzwischen hat sich das Unternehmen einer breiten Kundschaft geöffnet.
Zudem gründete er die Stefan-Edberg-Stiftung, die Stipendien an schwedische Nachwuchsspieler vergibt.
Edberg betrieb den Tennissport nun zunächst nur noch als Hobby, von gelegentlichen Schaukämpfen und seinem Engagement für die Nachwuchsarbeit abgesehen. Stattdessen versuchte er sich mit respektablem Erfolg in einem anderen Rückschlagspiel; ab 2006 war er einige Jahre lang Teil der Erstliga-Mannschaft des Squashvereins von Växjö.

### 2008: Rückkehr ins Rampenlicht – ATP Champions Tour
Seit 2008 spielt Edberg auf der ATP Champions Tour. Sein Debüt feierte er mit einem Turniersieg in Paris, als er sich im Endspiel gegen Sergi Bruguera durchsetzte. 2009 erreichte er bei den Turnieren an der Algarve und in London jeweils das Finale, 2010 gewann er das Turnier in Zürich. 2012 unterlag er im Finale von Zürich Carlos Moyá. Im März 2013 feierte er in Stockholm seinen dritten Turniersieg, als er vor den Augen seines Idols Björn Borg im Finale John McEnroe mit 6:4 und 6:3 bezwang.

## Spielstil
Als Spieler wurde Edberg vor allem durch sein spektakuläres und elegantes Serve-and-Volley-Spiel bekannt. Oft rückte er sogar unmittelbar nach dem zweiten Aufschlag ans Netz vor, um sofort den Punkt zu machen. Lange galt Edberg als Spieler mit dem besten Volley weltweit. Auch seine einhändige Rückhand, häufig als Slice gespielt, gilt bis heute als mustergültig. Edbergs Kick-Aufschläge zählten zwar nicht zu den härtesten, allerdings zu den effektivsten auf der Tour. Mit seinem schwer zu returnierenden Service verschaffte er sich die nötige Zeit, um ans Netz vorzurücken. Dieser aggressive Spielstil verlangte ihm eine ausgefeilte Beinarbeit und gute Fitness ab.
Edberg war auch für sein äußerst faires Auftreten auf dem Platz bekannt. Nicht weniger als fünf Mal (1988 bis 1990, 1992, 1995) wurde er mit der ATP Sportmanship Trophy ausgezeichnet, die später seinen Namen erhielt.

## Stefan Edberg alsSupercoachvon Roger Federer
Im Dezember 2013 verpflichtete Roger Federer sein Idol Stefan Edberg als sogenannten Supercoach. Der Sportjournalist Peter Bodo führte es einige Monate später auf den Einfluss Edbergs zurück, dass sich Federers Leistungen 2014 wieder auf einem hohen Niveau stabilisiert haben. Zu Beginn von Edbergs Engagement lag Federer auf Rang 8 der Weltrangliste, bereits ein halbes Jahr später hatte er sich wieder auf Platz 3 vorgearbeitet. „Da kann niemand sagen, Edbergs Coaching habe damit nichts zu tun, auch wenn er keine Autoversicherungen im Fernsehen verkauft oder sich nach jedem Spiel mit den Reportern zum Kuscheln trifft“, so der Tennis-Experte. Der „stoische“ Edberg habe Federer dazu ermutigt, aggressiver zu spielen und häufiger den Weg ans Netz zu suchen. Edberg begleitete Federer auf allen wichtigen Turnieren und unterstützte den Trainerstab rund um Federers Headcoach Severin Lüthi. Im Dezember 2015 trat er als Trainer von Federer zurück, da er wieder mehr Zeit mit seiner Familie in Schweden verbringen wollte.

## Privates
Edberg ist seit 1992 verheiratet, hat zwei Kinder und lebt auf einem Bauernhof in der Nähe von Växjö in Schweden.

## Trivia
- Edbergs Frau Annette war zuvor mit seinem Rivalen Mats Wilander liiert.
- Edberg ist seit seiner Kindheit Anhänger von Leeds United, drückt aber seit seiner Zeit in London auch dem FC Chelsea die Daumen.[12]
- Edberg ist Vorbild von Roger Federer.[13]
- Edbergs unverkennbarer Aufschlag war Vorlage für das Logo der Australian Open.
- Edbergs Serve-and-Volley-Spiel ist quasi aus der Not geboren. Er war als junger Spieler der Meinung, dass er seine Rückhand-Schwäche am besten damit kaschieren konnte, in dem er nach jedem Aufschlag ans Netz vor stürmte.[14]

## Karrierebilanz
| Turnier/Statistik   | 1983 | 1984 | 1985 | 1986 | 1987 | 1988 | 1989 | 1990 | 1991 | 1992 | 1993 | 1994 | 1995 | 1996 |
| ------------------- | ---- | ---- | ---- | ---- | ---- | ---- | ---- | ---- | ---- | ---- | ---- | ---- | ---- | ---- |
| Australian Open     | 2R   | VF   | S    | –    | S    | HF   | VF   | F    | HF   | F    | F    | HF   | AF   | 2R   |
| French Open         | –    | 2R   | VF   | 2R   | 2R   | AF   | F    | 1R   | VF   | 3R   | VF   | 1R   | 2R   | AF   |
| Wimbledon           | 2R   | 2R   | AF   | 3R   | HF   | S    | F    | S    | HF   | VF   | HF   | 2R   | 2R   | 2R   |
| US Open             | 1R   | 2R   | AF   | HF   | HF   | AF   | AF   | 1R   | S    | S    | 2R   | 3R   | 3R   | VF   |
| Turniersiege        | 0    | 1    | 4    | 3    | 7    | 3    | 2    | 7    | 6    | 3    | 1    | 3    | 1    | 0    |
| Weltranglistenplatz | 53   | 20   | 5    | 5    | 2    | 5    | 3    | 1    | 1    | 2    | 5    | 7    | 23   | 14   |

AF = Achtelfinale;
VF = Viertelfinale;
HF = Halbfinale;
F = Finale;
S = Turniersieg;
Ziffer = 1.-3. Turnierrunde

## Erfolge
| Legende (Siege in Klammern)                    |
| Grand Slam (9)                                 |
| ATP-Weltmeisterschaft / Tennis Masters Cup (3) |
| ATP Masters Series (5)                         |
| ATP International Series Gold (9)              |
| ATP International Series (33)                  |

### Einzel

#### Turniersiege
| Nr. | Datum              | Turnier                | Belag         | Finalgegner        | Ergebnis                |
| --- | ------------------ | ---------------------- | ------------- | ------------------ | ----------------------- |
| 1.  | 25. März 1984      | Mailand                | Teppich (i)   | Mats Wilander      | 6:4, 6:2                |
| 2.  | 4. Februar 1985    | Memphis                | Teppich (i)   | Yannick Noah       | 6:1, 6:0                |
| 3.  | 30. September 1985 | San Francisco          | Teppich (i)   | Johan Kriek        | 6:4, 6:2                |
| 4.  | 21. Oktober 1985   | Basel (1)              | Hartplatz (i) | Yannick Noah       | 6:77, 6:4, 7:65, 6:1    |
| 5.  | 9. Dezember 1985   | Australian Open (1)    | Rasen         | Mats Wilander      | 6:4, 6:3, 6:3           |
| 6.  | 14. Juli 1986      | Gstaad                 | Sand          | Roland Stadler     | 7:5, 4:6, 6:1, 4:6, 6:2 |
| 7.  | 20. Oktober 1986   | Basel (2)              | Hartplatz (i) | Yannick Noah       | 7:65, 6:2, 6:77, 7:65   |
| 8.  | 10. November 1986  | Stockholm (1)          | Hartplatz (i) | Mats Wilander      | 6:2, 6:1, 6:1           |
| 9.  | 26. Januar 1987    | Australian Open (2)    | Rasen         | Pat Cash           | 6:3, 6:4, 3:6, 5:7, 6:3 |
| 10. | 16. Februar 1987   | Memphis (2)            | Hartplatz (i) | Jimmy Connors      | 6:3, 2:1, Aufgabe       |
| 11. | 23. März 1987      | Rotterdam (1)          | Teppich (i)   | John McEnroe       | 3:6, 6:3, 6:1           |
| 12. | 20. April 1987     | Tokio (1)              | Hartplatz     | David Pate         | 7:62, 6:4               |
| 13. | 24. August 1987    | Cincinnati (1)         | Hartplatz     | Boris Becker       | 6:4, 6:1                |
| 14. | 26. Oktober 1987   | Tokio (1)              | Teppich (i)   | Ivan Lendl         | 6:77, 6:4, 6:4          |
| 15. | 9. November 1987   | Stockholm (2)          | Hartplatz (i) | Jonas Svensson     | 7:5, 6:2, 4:6, 6:4      |
| 16. | 15. Februar 1988   | Rotterdam (2)          | Teppich (i)   | Miloslav Mečíř     | 7:65, 6:2               |
| 17. | 4. Juli 1988       | Wimbledon (1)          | Rasen         | Boris Becker       | 4:6, 7:62, 6:4, 6:2     |
| 18. | 10. Oktober 1988   | Basel (3)              | Hartplatz (i) | Jakob Hlasek       | 7:5, 6:3, 3:6, 6:2      |
| 19. | 24. April 1989     | Tokio (2)              | Hartplatz     | Ivan Lendl         | 6:3, 2:6, 6:4           |
| 20. | 4. Dezember 1989   | New York City          | Teppich (i)   | Boris Becker       | 4:6, 7:66, 6:3, 6:1     |
| 21. | 12. März 1990      | Indian Wells Masters   | Hartplatz     | Andre Agassi       | 6:4, 5:7, 7:61, 7:66    |
| 22. | 16. April 1990     | Tokio (3)              | Hartplatz     | Aaron Krickstein   | 6:4, 7:5                |
| 23. | 8. Juli 1990       | Wimbledon (2)          | Rasen         | Boris Becker       | 6:2, 6:2, 3:6, 3:6, 6:4 |
| 24. | 6. August 1990     | Los Angeles            | Hartplatz     | Michael Chang      | 7:64, 2:6, 7:63         |
| 25. | 13. August 1990    | Cincinnati Masters (2) | Hartplatz     | Brad Gilbert       | 6:1, 6:1                |
| 26. | 27. August 1990    | Long Island            | Hartplatz     | Goran Ivanišević   | 7:63, 6:3               |
| 27. | 5. November 1990   | Paris Masters          | Teppich (i)   | Boris Becker       | 3:3, Aufgabe            |
| 28. | 25. Februar 1991   | Stuttgart (1)          | Teppich (i)   | Jonas Svensson     | 6:2, 3:6, 7:5, 6:2      |
| 29. | 15. April 1991     | Tokio (4)              | Hartplatz     | Ivan Lendl         | 6:1, 7:5, 6:0           |
| 30. | 17. Juni 1991      | Queen’s Club           | Rasen         | David Wheaton      | 6:2, 6:3                |
| 31. | 9. September 1991  | US Open (1)            | Hartplatz     | Jim Courier        | 6:2, 6:4, 6:0           |
| 32. | 7. Oktober 1991    | Sydney                 | Hartplatz (i) | Brad Gilbert       | 6:2, 6:2, 6:2           |
| 33. | 14. Oktober 1991   | Tokio (2)              | Teppich (i)   | Derrick Rostagno   | 6:3, 1:6, 6:2           |
| 34. | 11. Mai 1992       | Hamburg Masters        | Sand          | Michael Stich      | 5:7, 6:4, 6:1           |
| 35. | 24. August 1992    | New Haven              | Hartplatz     | MaliVai Washington | 7:64, 6:1               |
| 36. | 14. September 1992 | US Open (2)            | Hartplatz     | Pete Sampras       | 3:6, 6:4, 7:65, 6:2     |
| 37. | 26. April 1993     | Madrid                 | Sand          | Sergi Bruguera     | 6:3, 6:3, 6:2           |
| 38. | 10. Januar 1994    | Doha (1)               | Hartplatz     | Paul Haarhuis      | 6:3, 6:2                |
| 39. | 21. Februar 1994   | Stuttgart (2)          | Teppich (i)   | Goran Ivanišević   | 4:6, 6:4, 6:2, 6:2      |
| 40. | 25. Juli 1994      | Washington             | Hartplatz     | Jason Stoltenberg  | 6:4, 6:2                |
| 41. | 9. Januar 1995     | Doha (2)               | Hartplatz     | Magnus Larsson     | 7:64, 6:1               |

#### Finalteilnahmen
| Nr. | Datum              | Turnier                 | Belag         | Finalgegner      | Ergebnis                |
| --- | ------------------ | ----------------------- | ------------- | ---------------- | ----------------------- |
| 1.  | 21. Juli 1985      | Båstad (1)              | Sand          | Mats Wilander    | 1:6, 0:6                |
| 2.  | 16. September 1985 | Los Angeles (1)         | Hartplatz     | Paul Annacone    | 6:7, 7:6, 6:7           |
| 3.  | 3. Februar 1986    | Memphis                 | Teppich       | Brad Gilbert     | 5:7, 6:7                |
| 4.  | 17. August 1986    | Toronto (1)             | Hartplatz     | Boris Becker     | 4:6, 6:3, 3:6           |
| 5.  | 21. September 1986 | Los Angeles (2)         | Hartplatz     | John McEnroe     | 2:6, 3:6                |
| 6.  | 26. Oktober 1986   | Tokio Indoor            | Teppich       | Boris Becker     | 6:7, 1:6                |
| 7.  | 22. Februar 1987   | Indian Wells            | Hartplatz     | Boris Becker     | 4:6, 4:6, 5:7           |
| 8.  | 2. August 1987     | Båstad (2)              | Sand          | Joakim Nyström   | 6:4, 0:6, 3:6           |
| 9.  | 16. August 1987    | Montreal                | Hartplatz     | Ivan Lendl       | 4:6, 6:7                |
| 10. | 27. September 1987 | Los Angeles (3)         | Hartplatz     | David Pate       | 4:6, 4:6                |
| 11. | 2. April 1988      | WCT Finals              | Teppich       | Boris Becker     | 4:6, 6:1, 5:7, 2:6      |
| 12. | 17. April 1988     | Tokio                   | Hartplatz     | John McEnroe     | 2:6, 2:6                |
| 13. | 12. Juni 1988      | Queen’s Club (1)        | Rasen         | Boris Becker     | 1:6, 6:3, 3:6           |
| 14. | 21. August 1988    | Cincinnati (1)          | Hartplatz     | Boris Becker     | 6:3, 6:7, 6:7           |
| 15. | 12. März 1989      | Scottsdale              | Hartplatz     | Ivan Lendl       | 2:6, 3:6                |
| 16. | 29. Mai 1989       | French Open             | Sand          | Michael Chang    | 1:6, 6:3, 6:4, 4:6, 2:6 |
| 17. | 9. Juli 1989       | Wimbledon Championships | Rasen         | Boris Becker     | 0:6, 6:71, 4:6          |
| 18. | 14. August 1989    | Cincinnati (2)          | Hartplatz     | Brad Gilbert     | 4:6, 6:2, 6:75          |
| 19. | 9. Oktober 1989    | Basel (1)               | Hartplatz (i) | Jim Courier      | 6:7, 6:3, 6:2, 0:6, 5:7 |
| 20. | 5. November 1989   | Paris Indoor            | Teppich       | Boris Becker     | 4:6, 3:6, 3:6           |
| 21. | 28. Januar 1990    | Australian Open (1)     | Hartplatz     | Ivan Lendl       | 6:4, 6:7, 2:5, Aufgabe  |
| 22. | 25. März 1990      | Miami                   | Hartplatz     | Andre Agassi     | 1:6, 4:6, 6:0, 2:6      |
| 23. | 7. Oktober 1990    | Sydney Indoor (1)       | Hartplatz     | Boris Becker     | 6:7, 4:6, 4:6           |
| 24. | 28. Oktober 1990   | Stockholm (1)           | Teppich       | Boris Becker     | 4:6, 0:6, 3:6           |
| 25. | 12. November 1990  | ATP World Tour Finals   | Teppich (i)   | Andre Agassi     | 7:5, 6:75, 5:7, 2:6     |
| 26. | 25. August 1991    | Long Island             | Hartplatz     | Ivan Lendl       | 3:6, 2:6                |
| 27. | 27. Oktober 1991   | Stockholm (2)           | Teppich       | Boris Becker     | 6:3, 4:6, 6:1, 2:6, 2:6 |
| 28. | 27. Januar 1992    | Australian Open (2)     | Hartplatz     | Jim Courier      | 3:6, 6:3, 4:6, 2:6      |
| 29. | 17. Februar 1992   | Stuttgart               | Teppich (i)   | Goran Ivanišević | 7:65, 3:6, 4:6, 4:6     |
| 30. | 5. Oktober 1992    | Sydney Indoor (2)       | Hartplatz (i) | Goran Ivanišević | 4:6, 2:6, 4:6           |
| 31. | 1. Februar 1993    | Australian Open (3)     | Hartplatz     | Jim Courier      | 2:6, 1:6, 6:2, 5:7      |
| 32. | 9. August 1993     | Cincinnati (3)          | Hartplatz     | Michael Chang    | 5:7, 6:0, 4:6           |
| 33. | 3. Oktober 1993    | Basel (2)               | Hartplatz     | Michael Stich    | 4:6, 7:65, 3:6, 2:6     |
| 34. | 8. August 1994     | Cincinnati (4)          | Hartplatz     | Michael Chang    | 2:6, 5:7                |
| 35. | 17. Juli 1995      | Washington              | Hartplatz     | Andre Agassi     | 4:6, 6:2, 5:7           |
| 36. | 16. Juni 1996      | Queen’s Club (2)        | Rasen         | Boris Becker     | 4:6, 6:7                |

### Doppel

#### Turniersiege
| Nr. | Datum              | Turnier             | Belag         | Partner              | Finalgegner                           | Ergebnis                |
| --- | ------------------ | ------------------- | ------------- | -------------------- | ------------------------------------- | ----------------------- |
| 1.  | 7. Mai 1984        | Hamburg             | Sand          | Anders Järryd        | Heinz Günthardt Balázs Taróczy        | 6:3, 6:1                |
| 2.  | 11. März 1985      | Brüssel             | Teppich (i)   | Anders Järryd        | Kevin Curren Wojciech Fibak           | 6:3, 7:6                |
| 3.  | 15. Juli 1985      | Båstad (1)          | Sand          | Anders Järryd        | Sergio Casal Emilio Sánchez Vicario   | 6:0, 7:6                |
| 4.  | 19. August 1985    | Cincinnati          | Hartplatz     | Anders Järryd        | Joakim Nyström Mats Wilander          | 4:6, 6:2, 6:3           |
| 5.  | 13. Januar 1986    | New York City (1)   | Teppich (i)   | Anders Järryd        | Joakim Nyström Mats Wilander          | 6:1, 7:6                |
| 6.  | 24. März 1986      | Rotterdam           | Teppich (i)   | Slobodan Živojinović | Wojciech Fibak Matt Mitchell          | 2:6, 6:3, 6:2           |
| 7.  | 15. September 1986 | Los Angeles         | Hartplatz     | Anders Järryd        | Peter Fleming John McEnroe            | 3:6, 7:5, 7:6           |
| 8.  | 1. Dezember 1986   | London (2)          | Teppich (i)   | Anders Järryd        | Guy Forget Yannick Noah               | 6:3, 7:6, 6:3           |
| 9.  | 12. Januar 1987    | Australian Open (1) | Rasen         | Anders Järryd        | Peter Doohan Laurie Warder            | 6:4, 6:4, 7:6           |
| 10. | 16. März 1987      | Rotterdam           | Teppich (i)   | Anders Järryd        | Chip Hooper Mike Leach                | 3:6, 6:3, 6:4           |
| 11. | 27. Juli 1987      | Båstad (2)          | Sand          | Anders Järryd        | Emilio Sánchez Vicario Javier Sánchez | 7:6, 6:3                |
| 12. | 10. August 1987    | Montreal            | Hartplatz     | Pat Cash             | Peter Doohan Laurie Warder            | 6:7, 6:3, 6:4           |
| 13. | 31. August 1987    | US Open             | Hartplatz     | Anders Järryd        | Ken Flach Robert Seguso               | 7:6, 6:2, 4:6, 5:7, 7:6 |
| 14. | 2. November 1987   | Stockholm           | Hartplatz (i) | Anders Järryd        | Jim Grabb Jim Pugh                    | 6:3, 6:4                |
| 15. | 8. April 1991      | Tokio               | Hartplatz     | Todd Woodbridge      | John Fitzgerald Anders Järryd         | 6:4, 5:7, 6:4           |
| 16. | 19. April 1993     | Monte Carlo Masters | Sand          | Petr Korda           | Paul Haarhuis Mark Koevermans         | 3:6, 6:2, 7:6           |
| 17. | 2. Januar 1995     | Doha                | Hartplatz     | Magnus Larsson       | Andrei Olchowski Jan Siemerink        | 7:6, 6:2                |
| 18. | 15. Januar 1996    | Australian Open (2) | Hartplatz     | Petr Korda           | Sébastien Lareau Alex O’Brien         | 7:5, 7:5, 4:6, 6:1      |

#### Finalteilnahmen
| Nr. | Datum            | Turnier       | Belag         | Partner           | Finalgegner                     | Ergebnis                  |
| --- | ---------------- | ------------- | ------------- | ----------------- | ------------------------------- | ------------------------- |
| 1.  | 10. Oktober 1983 | Basel (1)     | Hartplatz (i) | Florin Segărceanu | Pavel Složil Tomáš Šmíd         | 1:6, 6:3, 6:7             |
| 2.  | 27. August 1984  | US Open       | Hartplatz     | Anders Järryd     | John Fitzgerald Tomáš Šmíd      | 6:7, 3:6, 3:6             |
| 3.  | 14. Oktober 1984 | Basel (2)     | Hartplatz (i) | Tim Wilkison      | Pavel Složil Tomáš Šmíd         | 6:7, 2:6                  |
| 4.  | 18. August 1985  | Montreal      | Hartplatz     | Anders Järryd     | Ken Flach Robert Seguso         | 6:7, 3:6, 3:6             |
| 5.  | 2. Februar 1986  | Philadelphia  | Teppich (i)   | Anders Järryd     | Scott Davis David Pate          | 6:7, 6:3, 3:6, 5:7        |
| 6.  | 23. Februar 1986 | Boca Raton    | Hartplatz     | Anders Järryd     | Brad Gilbert Vincent Van Patten | kampflos                  |
| 7.  | 8. Juni 1986     | French Open   | Sand          | Anders Järryd     | John Fitzgerald Tomáš Šmíd      | 6:3, 4:6, 6:3, 6:7, 12:14 |
| 8.  | 7. Juli 1986     | Gstaad        | Sand          | Joakim Nyström    | Sergio Casal Emilio Sánchez     | 3:6, 6:3, 3:6             |
| 9.  | 11. Juli 1988    | Båstad        | Sand          | Niclas Kroon      | Patrick Baur Udo Riglewski      | 7:6, 3:6, 6:7             |
| 10. | 7. Oktober 1990  | Sydney Indoor | Hartplatz (i) | Ivan Lendl        | Broderick Dyke Peter Lundgren   | 2:6, 4:6                  |
| 11. | 9. August 1993   | Cincinnati    | Hartplatz     | Henrik Holm       | Andre Agassi Petr Korda         | 6:7, 4:6                  |

### Mannschaft
- Davis-Cup-Sieger mit Schweden: 1984, 1985, 1987, 1994
- World-Team-Cup-Sieger mit Schweden: 1988, 1991, 1995

## Auszeichnungen und Besonderheiten

### Jugend
- Er ist der bisher einzige Tennisspieler, dem es gelungen ist, als Nachwuchsspieler den "Junior Grand Slam" zu gewinnen (1983).

### ATP-Rekorde und -Auszeichnungen
- Edberg und John McEnroe sind die einzigen Spieler, die seit Einführung der ATP-Weltrangliste sowohl im Einzel als auch im Doppel die Nummer eins der Welt waren.
- Edberg ist einer der wenigen Spieler der Open Era, der sowohl im Einzel- als auch im Doppelwettbewerb mehrere Grand-Slam-Titel gewinnen konnte (sechs im Einzel und drei im Doppel). Neben ihm gelang dies nur John McEnroe (sieben und neun), Jimmy Connors (acht und zwei) und Jewgeni Kafelnikow (zwei und vier).
- Nur sieben Spieler nahmen an mehr Einzel-Endspielen bei Grand-Slam-Turnieren teil als Edberg.
- Edberg ist seit Beginn der Open Era im Jahr 1968 einer von nur neun Spielern, die in ihrer Karriere bei allen vier Grand-Slam-Turnieren im Endspiel standen. Er war nach Rod Laver, Ken Rosewall und Ivan Lendl der vierte Spieler, dem dies gelungen ist.
- Edberg schied im Laufe seiner Karriere nur vier Mal bereits in der ersten Runde eines Grand-Slam-Turniers aus.
- Er ist der bisher einzige Spieler, der von der ATP sowohl als Spieler des Jahres (1990 und 1991) als auch in einem Doppelteam des Jahres (mit Anders Järryd 1986) ausgezeichnet wurde.[15]
- Edbergs Rekordteilnahme an 54 Grand-Slam-Turnieren in Folge wurde erst 2004 von Wayne Ferreira eingestellt.[16]
- Edberg ist einer von neun Spielern, denen es gelang, die Australian Open zweimal in Folge zu gewinnen (der Rekord wurde 2013 von Novak Đoković gebrochen).
- Er wurde fünf Mal mit dem ATP Sportsmanship Award für sein vorbildliches Verhalten auf dem Tennisplatz ausgezeichnet (1988–90, 1992 und 1995). Die Trophäe, deren Rekordsieger inzwischen Roger Federer ist, wurde dem Schweden zu Ehren 1996 in "Stefan Edberg Sportsmanship Award" umbenannt.[15]
- Zwischen 1988 und 1990 schafften es die Rivalen Stefan Edberg und Boris Becker als erste in der Open Era, drei Mal in Folge gegeneinander im Finale von Wimbledon anzutreten. Edberg entschied zwei der Endspiele für sich. 2008 stellten Federer und Rafael Nadal diesen Rekord ein. Das vierte Finale in Folge für Edberg und Becker, der auch 1991 das Finale erreichte, verhinderte der spätere Turniersieger Michael Stich auf bemerkenswerte Weise, indem er Edberg im Halbfinale schlug, ohne diesem auch nur ein einziges Mal den Aufschlag abgenommen zu haben (Endergebnis: 4:6, 7:6, 7:6, 7:6 für Stich).

### Davis Cup
- Edberg nahm an sieben Davis-Cup-Endspielen (vier Siege) teil, so oft wie kein anderer schwedischer Spieler.

### Schweden
- 1990 wurde Edberg mit der seit 1925 verliehenen Svenska-Dagbladet-Goldmedaille als Schwedens Sportler des Jahres ausgezeichnet.
- Insgesamt nahm Edberg an 16 Endspielen bei Grand-Slam-Turnieren teil und stellte damit 1996 den schwedischen Rekord von Björn Borg (ebenfalls 16) ein. Während Borg alle Endspiele im Einzel erreichte (und elf davon gewann), stand Edberg elf Mal im Einzel und fünf Mal im Doppel in einem Finale (und gewann insgesamt neun davon). 2008 stellte Jonas Björkman Borgs und Edbergs Rekord ein, als er sein 17. Grand-Slam-Finale erreichte (davon allerdings keines im Einzel, hingegen 15 im Doppel und zwei im Mixed).

### Sonstige
- Auszeichnung als Europas Sportler des Jahres 1990.
- Auszeichnung der italienischen Gazzetta dello Sport als Weltmannschaft des Jahres 1984 (gemeinsam mit Anders Järryd, Henrik Sundström und Mats Wilander) und Weltsportler des Jahres 1990
- Die Einzelbilanz gegen seinen langjährigen Doppelpartner Anders Järryd fällt mit 9:2 Siegen deutlich für Edberg aus.
- Edberg und Boris Becker sind die einzigen Tennisspieler, die mit dem United Press International Athlete of the Year Award ausgezeichnet wurden.
- Insgesamt führte Edberg die ATP-Weltrangliste 72 Wochen lang an und beendete die Jahre 1990 und 1991 jeweils als Nummer eins der Welt.
- 2004 wurde Edberg in die International Tennis Hall of Fame aufgenommen.
- Er war dafür bekannt, auch in schwierigen Phasen die Nerven zu bewahren. So konnte er viele Grand-Slam-Partien noch für sich entscheiden, in denen er im fünften Satz bereits mit einem Break zurücklag. Beispiele sind das Wimbledon-Halbfinale von 1988 gegen Miloslav Mečíř, das Halbfinale der French Open 1989 gegen Boris Becker und das Finale von Wimbledon 1990 gegen Becker. Bei den US Open 1992 gelang Edberg dieses Kunststück in drei Partien in Folge, gegen Richard Krajicek, Ivan Lendl und Michael Chang.
- Edberg war der unterlegene Spieler, als Michael Chang 1989 mit seinem Fünfsatzsieg im Finale der French Open den bis heute gültigen Rekord für den jüngsten Sieger eines Grand-Slam-Turniers aller Zeiten aufstellte. Chang schlug Edberg im Alter von nur 17 Jahren und 110 Tagen. Es war zugleich das einzige Mal, dass Edberg, der im letzten Satz bereits mit einem Break vorne lag, das Finale auf dem von ihm ungeliebten Sand in Paris erreichen konnte.
- Edberg hat nach seinem Karriereende in seiner Heimat Schweden als Entwickler von Nordic-Walking Schuhen gearbeitet.[17]